# Nu tändas tusen juleljus (album av Agnetha Fältskog & Linda Ulvaeus)
Nu tändas tusen juleljus är ett julalbum, inspelat i november 1980 av den svenska popsångerskan Agnetha Fältskog och hennes då sjuåriga dotter Linda Ulvaeus. Albumet var först tänkt att komma ut till jul 1980, då man insåg att den inte skulle kunna ges ut i tid. Albumet släpptes istället i oktober 1981 och nådde som bäst en sjätte plats på den svenska albumlistan.
Albumet återutgavs 1987 till CD.

## Låtlista
Sångerna sjungs av Agnetha och Linda om inte annat anges.

### Sida A
1. "Nej se det snöar" - 0:56
2. "Bjällerklang" - 2.34
3. "Nu tändas tusen juleljus" - 2.39
4. "Två små röda luvor" - 2.46
5. "Nu står jul vid snöig port" - 2.31 (Agnetha)
6. "Jag såg mamma kyssa tomten" (I Saw Mommy Kissing Santa Claus) - 2.27 (Linda)
7. "När juldagsmorgon glimmar" - 2.27

### Sida B
1. "Potpurri"
  1. "Nu har vi ljus här i vårt hus" - 0:48
  2. "Tre små pepparkaksgubbar" - 0:49
  3. "Räven raskar över isen" - 0:54
  4. "Vi äro musikanter" - 0:57
  5. "Hej tomtegubbar" - 0:47
  6. "Jungfru jungfru kär" ("Karusellen") - 1:13
  7. "Nu är det jul igen" - 0:44
2. "Hej, mitt vinterland" - 2:29 (Linda)
3. "Så milt lyser stjärnan" - 2:27 (Linda)
4. "Mössens julafton" - 2:25
5. "När det lider mot jul" ("Det strålar en stjärna") - 2:33

## Listplaceringar
| Lista (1981-1982) | Topplacering |
| ----------------- | ------------ |
| Sverige           | 6            |

### Fotnoter
1. ↑  ”ABBA Annual 1980”. Arkiverad från originalet den 3 maj 2005. https://archive.is/20050503185904/http://www.abbaannual.com/1980.htm. Läst 25 december 2010.
2. ↑  Listplacering